# Carex platyphylla
Carex platyphylla är en halvgräsart som beskrevs av John Carey. Carex platyphylla ingår i släktet starrar, och familjen halvgräs. Inga underarter finns listade i Catalogue of Life.